# Суперкубок Англії з футболу 1920
Суперкубок Англії з футболу 1920 — 7-й розіграш турніру. Матч відбувся 15 травня 1920 року між чемпіоном Англії клубом «Вест-Бромвіч Альбіон» та переможцем Другого дивізіону Футбольної ліги Англії клубом «Тоттенгем Готспур».
| Володар Суперкубка Англії 1920      |
| ----------------------------------- |
|                                     |
| «Вест-Бромвіч Альбіон» Перший титул |

## Учасники
| Клуб                   | Участей | Роки (жирним виділено перемоги) |
| ---------------------- | ------- | ------------------------------- |
| «Вест-Бромвіч Альбіон» | дебют   |                                 |
| «Тоттенгем Готспур»    | дебют   |                                 |

## Матч

### Деталі
| 15 травня 1920 |

| «Вест-Бромвіч Альбіон» | 2–0      | «Тоттенгем Готспур» |
| ---------------------- | -------- | ------------------- |
| Сміт                   | Протокол |                     |

| Вайт Гарт Лейн, Лондон Глядачів: 38 168 |

| В                |  | Г'юберт Пірсон    |
| З                |  | Джо Сміт          |
| З                |  | Джессі Пеннінгтон |
| ПЗ               |  | Сем Річардсон     |
| ПЗ               |  | Сід Баузер        |
| ПЗ               |  | Боббі Макніл      |
| Н                |  | Джек Крісп        |
| Н                |  | Енді Сміт         |
| Н                |  | Альф Бентлі       |
| Н                |  | Фред Морріс       |
| Н                |  | Говард Грегорі    |
| Головний тренер: |  |                   |
| Фред Еверісс     |  |                   |

| В                |  | Білл Жакес       |
| З                |  | Томас Клей       |
| З                |  | Боб Браун        |
| ПЗ               |  | Джиммі Арчибальд |
| ПЗ               |  | Берт Сміт        |
| ПЗ               |  | Артур Грімсделл  |
| Н                |  | Джиммі Бенкс     |
| Н                |  | Джиммі Сід       |
| Н                |  | Джиммі Кантрелл  |
| Н                |  | Герберт Блісс    |
| Н                |  | Джиммі Діммок    |
| Головний тренер: |  |                  |
| Пітер Маквілліам |  |                  |